# Azorella cockaynei
Azorella cockaynei är en växtart i släktet Azorella och familjen flockblommiga växter.
Arten är en liten buske som växer på Sydön i Nya Zeeland. Den beskrevs av Friedrich Ludwig Diels.